# HMS Wakeful (H88)
La HMS Wakeful (Pennant number H88), prima nave da guerra della Royal Navy britannica a portare questo nome, è stata un cacciatorpediniere classe W. Costruita nei cantieri John Brown & Company del Clydeside, venne impostata il 17 gennaio 1917, varata il 6 ottobre seguente ed entrò in servizio il 16 dicembre, nelle ultime fasi della prima guerra mondiale.

## Servizio
Al momento dell'ingresso in servizio l'unità venne assegnata alla Grand Fleet, dove rimase fino alla fine delle ostilità. Presenziò quindi alla cerimonia per la resa della Hochseeflotte tedesca prima di essere trasferita in riserva.
Nell'agosto 1939 ritornò in servizio attivo viste le crescenti tensioni internazionali e partecipò alla rivista reale della flotta di Riserva nella baia di Weymouth. Con lo scoppio della seconda guerra mondiale, venne assegnata alla 17 Flottiglia cacciatorpediniere di base a Plymouth con compiti di pattuglia e scorta a convogli mercantili nel canale della Manica e nelle acque a sud ovest dell'Inghilterra. In ottobre venne trasferita agli ordini del Western Approaches Command operando con compiti simili fino alla fine dell'anno.
Tra il 23 ed il 26 marzo 1940 scortò il convoglio HG23F diretto a Liverpool insieme ai cacciatorpediniere Whitehall e Winchelsea. In aprile partecipò a diverse missioni di scorta a convogli diretti a Gibilterra e a Liverpool, soprattutto in seguito al trasferimento della base della flottiglia in questa città. In maggio venne trasferita a Dover per operare in supporto alle truppe impegnate nei combattimenti in Francia, Belgio e Paesi Bassi. Dal 26 maggio venne utilizzata nell'Operazione Dinamo, ovvero l'evacuazione della British Expeditionary Force da Dunkerque e delle truppe francesi respinte nella stessa zona. Vennero assegnate alla stessa missione anche l'incrociatore Calcutta e i cacciatorpediniere Gallant, Greyhound, Grafton, Impulsive, Sabre, Vimy e Vivacious. Il giorno successivo imbarcò 631 soldati, rimanendo danneggiata durante la traversata verso Dover da colpi caduti attorno alla nave. Il 28 tornò a Dunkerque per continuare l'evacuazione, venendo colpita il giorno successivo da un siluro lanciato dalla Shnellboot S-30. L'esplosione, avvenuta nella sala caldaie di prua, spezzò in due la nave, con la parte anteriore che affondò in pochi secondi. Sopravvissero solo uno dei 640 soldati imbarcati e 25 marinai, soccorsi dal cacciatorpediniere Grafton e dai dragamine Gossamer e Lydd.